# トラーヴォ
トラーヴォ（伊: Travo）は、イタリア共和国エミリア＝ロマーニャ州ピアチェンツァ県にある、人口約2,200人の基礎自治体（コムーネ）。
トレッビア川の左岸に位置し、対岸には二つの橋がかかっている。

## 地理

### 位置・広がり

#### 隣接コムーネ
隣接するコムーネは以下の通り。
- アルタ・ヴァル・ティドーネ
- ベットラ
- ボッビオ
- コーリ
- ガッツォーラ
- ピオッツァーノ
- リヴェルガーロ
- ヴィゴルツォーネ

### 気候分類・地震分類
トラーヴォにおけるイタリアの気候分類 (it) および度日は、zona E, 2673 GGである。
また、イタリアの地震リスク階級 (it) では、zona 3 (sismicità bassa) に分類される。

## 行政

### 分離集落
トラーヴォには、以下の分離集落（フラツィオーネ）がある。
- Bobbiano, Caverzago, Cernusca, Denavolo, Donceto, Due Bandiere, Fellino, Fiorano, Marchesi, Montalbero, ピガッツァーノ, Pillori, Quadrelli, Scrivellano, Statto, Viserano

## 歴史
集落の一つから新石器時代の遺跡が発見されており、エミリア＝ロマーニャ州の財団によって管理され、発掘品はトラーヴォ市民博物館に収蔵されている。
最初にこの地が歴史上に現れたのは、トリビアという名のローマの植民地としてであり、614年からはボッビオの聖コロンバーノ修道院領に帰属する。
北イタリアに成立していたランゴバルド王国が774年にフランク王国のカール大帝に滅ぼされると、中部フランク王国を経て神聖ローマ帝国の勢力下に入る。神聖ローマ帝国においては海路への維持を目的としてマラスピーナ城をはじめとする多数の砦が築かれたが、ホーエンシュタウフェン朝とロンバルディア同盟との抗争により、12世紀にはほとんどが破壊された。1302年にはピアチェンツァのヴィスコンティ家の所有となり、1805年にイタリア王国が興るとそのコムーネの一つとなった。
現存するアングイッソラ城は1978年にサリーナ伯爵夫人マリアから寄贈されたもので、1997年より住居部がトラーヴォ市民博物館として開放されている。